# Samiyah Hassan Nour
Samiyah Hassan Nour, née le 5 décembre 1999, est une athlète djiboutienne spécialiste des courses de fond.

## Carrière
Elle établit un record national en 33 min 21 s 50 sur le 10 000 mètres pour remporter la médaille de bronze aux Jeux de la Francophonie de 2023 à Kinshasa,.
En mars 2024, elle finit 6e de la finale du 5 000 mètres aux Jeux africains à Accra. En avril de la même année, elle termine quatrième de la course de 5 kilomètres au Festinal du Running Asics à Paris. En mai 2024, elle termine deuxième du Meeting national de Carquefou sur 5 000 mètres avec un record personnel de 15 min 11 s 76,, qu'elle améliorera à Leyde le 25 mai 2024 puis à Liège le 19 juin 2024 avec un temps de 14 min 49 s 00. Le mois suivant, elle remporte la médaille de bronze sur 5 000 mètres aux Championnats d'Afrique d'athlétisme 2024 à Douala.
Elle est nommée porte-drapeau de la délégation de Djibouti aux Jeux olympiques d'été de 2024 à Paris avec l'athlète Mohamed Ismail Ibrahim.

## Palmarès
| Date | Compétition             | Lieu     | Résultat | Épreuve  | Marque         |
| ---- | ----------------------- | -------- | -------- | -------- | -------------- |
| 2023 | Jeux de la Francophonie | Kinshasa | 3e       | 10 000 m | 33 min 21 s 50 |
| 2024 | Jeux africains          | Accra    | 6e       | 5 000 m  | 15 min 35 s 14 |
| 2024 | Championnats d'Afrique  | Douala   | 3e       | 5 000 m  | 15 min 42 s 63 |

## Records
| Épreuve       | Marque              | Lieu       | Date            |
| ------------- | ------------------- | ---------- | --------------- |
| 1 500 mètres  | 4 min 15 s 29       | Strasbourg | 16 juin 2023    |
| 3 000 mètres  | 9 min 25 s 23       | Djibouti   | 11 janvier 2020 |
| 5 000 mètres  | 14 min 49 s 00      | Liège      | 19 juin 2024    |
| 10 000 mètres | 33 min 21 s 50 (NR) | Kinshasa   | 1er août 2023   |
| 5 kilomètres  | 15 min 14 s         | Paris      | 5 avril 2024    |